# Riverside (Pensilvânia)
Riverside é um distrito localizado no estado norte-americano de Pensilvânia, no Condado de Northumberland.

## Demografia
Segundo o censo norte-americano de 2000, a sua população era de 1861 habitantes.
Em 2006, foi estimada uma população de 1803, um decréscimo de 58 (-3.1%).

## Geografia
De acordo com o United States Census Bureau tem uma área de
13,7 km², dos quais 12,5 km² cobertos por terra e 1,2 km² cobertos por água. Riverside localiza-se a aproximadamente 142 m acima do nível do mar.

## Localidades na vizinhança
O diagrama seguinte representa as localidades num raio de 12 km ao redor de Riverside.